# Jag minns mitt 40-tal
Jag minns mitt 40-tal är en svensk TV-serie från 1989 av Berndt Egerbladh. Serien sändes första gången 1989, och repriserades 1991, 2013 och 2018. Serien är en uppföljare till Jag minns mitt 50-tal från 1988 och följdes 1993 av Jag minns mitt 60-tal.
Berndt Egerbladh berättar med hjälp av filmklipp, husbandet Staffan Broms and his Four-ties och gästartister om 1940-talet. Varje avsnitt vigs åt ett år under årtiondet. Främst avhandlas musik och underhållning men även bland annat en del politik, sport och mode. Ett urval av de händelser, företeelser och kända personer som tas upp är mordet på Folke Bernadotte, Nils Poppes framgångar med Soldat Bom, crazyhumorns genombrott, Karl Gerhards gisslande av den tidens kändisar samt nöjeslivet på danspalatset Nalen.

## Gästartister i urval
Meta Roos, Viveka Seldahl, Lisa Nilsson, Stina Nordenstam och Vicki Benckert.

### Fotnoter
1. ↑  Simone Söderhjelm (2 mars 2004). ”Berndt Egerbladh död” (på svenska). Aftonbladet. https://www.aftonbladet.se/nyheter/a/jPlxBb/berndt-egerbladh-dod. Läst 17 juli 2018.